# 니지무라 케이초

## 스탠드
이름:배드컴퍼니                      스탠드 마스터:니지무라 케이초